# Temporada 2005 del Campeonato Mexicano de Rally
La temporada 2005 del Campeonato Mexicano de Rally estuvo compuesta de diez pruebas. Comenzó el 9 de abril con el Rally Montañas y finalizó el 19 de noviembre con el Rally Acapulco. Dos de las pruebas, el Rally Morelia y el Rally Veracruz, fueron consideradas como "pre-nacionales".

## Temporada de polémicas
La temporada estuvo marcada por la polémica en varios momentos, que comenzó con la cancelación del Rally de las 24 Horas ante el retiro de sus patrocinadores, lo que provocó tensiones entre pilotos, clubes y la misma CNRM. Posteriormente, debido a diferencias con la Comisión Nacional, el piloto Erwin Richter, hasta ese momento bicampéon nacional y líder del campeonato, decidió retirarse del mismo y así desistir de la búsqueda del tricampeonato, provocándose nuevamente una guerra de declaraciones con las autoridades sancionadoras.
Finalmente, el campeón de la temporada, Carlos Tejada, tuvo que esperar hasta la ceremonia de premiación de fin de año para ser ratificado como el ganador absoluto de la temporada, ya que uno de los equipos participantes había presentado una apelación al cambio de automóvil que Tejada hizo durante la temporada.

## Calendario
Fuente: SPORCAR
| N.º | Fecha            | Prueba                   | Otros     |
| --- | ---------------- | ------------------------ | --------- |
| 1   | 9 de abril       | Rally Montañas           |           |
| 2   | 7 de mayo        | Rally Reto a las Alturas |           |
| 3   | 28 de mayo       | Rally Morelia            |           |
| 4   | 24 de junio      | Rally de las 24 horas    | Cancelada |
| 5   | 16 de julio      | Rally León               |           |
| 6   | 6 de agosto      | Rally Sierra Brava       |           |
| 7   | 27 de agosto     | Rally Veracruz           |           |
| 8   | 24 de septiembre | Rally Patrio             |           |
| 9   | 14 de octubre    | Rally de la Media Noche  |           |
| 10  | 19 de noviembre  | Rally Acapulco           |           |

## Resultados

### Campeonato de Pilotos
Fuente: SPORCAR
| Pos. | Piloto            | Club  | MON | RET | MOR | 24H | LEO | BRA | VER | PAT | MDN | ACA | Puntos |
| ---- | ----------------- | ----- | --- | --- | --- | --- | --- | --- | --- | --- | --- | --- | ------ |
| 1    | Carlos Tejada     | RALAC | 10  | Ret | 1   |     | 8   | 4   |     | 20  | 0   | 20  | 63     |
| 2    | Alejandro Maggio  | RAC   |     | Ret |     |     | 5   | 8   | 5   | 16  | 0   | 16  | 50     |
| 3    | Benito Guerra Jr. | RAC   | 0   | 2   |     |     | 4   | 0   | 4   | 12  | 6   | 12  | 40     |
| 4    | Erwin Richter     | CAF   | 0   | 10  |     |     | 10  | 10  | 0   | 0   | 0   | 0   | 30     |
| 5    | Fernando Vivanco  | CAF   | 6   | 8   | 0   |     | 0   | 0   |     | 4   | 10  | 1   | 29     |

| Color  | Resultado                               | Color                                   | Resultado                               |
| ------ | --------------------------------------- | --------------------------------------- | --------------------------------------- |
| Oro    | Ganador                                 | Azul                                    | Finalizó la prueba                      |
| Plata  | 2.º lugar                               | Violeta                                 | No terminó (Ret)                        |
| Bronce | 3.er lugar                              | Negro                                   | Descalificado (Des)                     |
| Verde  | Entre los 10 prim.                      | Sin color                               | No participó                            |
| Blanco | Puntuó en otra prueba o categoría (Otr) | Puntuó en otra prueba o categoría (Otr) | Puntuó en otra prueba o categoría (Otr) |

### Campeonato de Navegantes
Fuente: SPORCAR
| Pos. | Navegante         | Club  | MON | RET | MOR | 24H | LEO | BRA | VER | PAT | MDN | ACA | Puntos |
| ---- | ----------------- | ----- | --- | --- | --- | --- | --- | --- | --- | --- | --- | --- | ------ |
| 1    | Alejandro Orozco  | RALAC | 10  | Ret | 1   |     | 8   | 4   |     | 20  | 0   | 20  | 63     |
| 2    | Jaime Lozano      | RAC   |     |     |     |     | 4   | 0   | 4   | 12  | 6   | 12  | 38     |
| 3    | Armando Rodríguez | RAC   | 4   | 4   | 5   |     | 6   | 1   |     | 1   | 4   | 4   | 29     |
| 4    | Mariano Guarneros | ACCAC | 6   | 8   | 0   |     | 0   | 0   |     | 4   | 10  | 1   | 29     |
| 5    | Lauro Arias       | CEMAC |     |     |     |     |     | 6   | 3   | 8   | 0   | 8   | 25     |

### Campeonato de Clubes
Fuente: SPORCAR
| Pos. | Club                                         | Puntos |
| ---- | -------------------------------------------- | ------ |
| 1    | Rally Automóvil Club, A.C.                   | 367,5  |
| 2    | Club Automovilístico Francés de México, A.C. | 144,5  |
| 3    | Rally Automovilístico Leonés, A.C.           | 130    |
| 4    | Asociación Correcaminos, A.C.                | 60,5   |
| 5    | Cronometraje y Eventos Motores A.C.          | 54     |
| 6    | Puebla Auto Club, A.C.                       | 39     |
| 7    | Club Automovilístico Morelia, A.C.           | 36,5   |
| 8    | Lindavista Automóvil Club, A.C.              | 29     |
| 9    | Club Automovilístico Santiago, A.C.          | 10     |